# Набарангпур
Набарангпур (англ. Nabarangpur) — город в индийском штате Орисса. Административный центр округа Набарангпур. Средняя высота над уровнем моря — 556 метров. По данным всеиндийской переписи 2001 года, в городе проживало 27 975 человек, из которых мужчины составляли 53 %, женщины — соответственно 47 %. Уровень грамотности взрослого населения составлял 67 % (при общеиндийском показателе 59,5 %). Уровень грамотности среди мужчин составлял 72 %, среди женщин — 62 %. 12 % населения было моложе 6 лет.